# Moritz Büsgen
Moritz Heinrich Wilhelm Albert Emil Büsgen (* 24. Juli 1858 in Weilburg; † 12. Juni 1921 in Hann. Münden) war ein nassauischer, deutscher Botaniker unter anderem an der Königlich Preußischen Forstakademie Hannoversch Münden. Er unternahm verschiedene Forschungsreisen. Die Veröffentlichungen seiner Forschungsergebnisse gelten zum Teil bis heute als Standardwerke auf ihrem Fachgebiet.

## Familie
Moritz Büsgen entstammte einem ursprünglich aus Hachenburg stammenden Bürgermeistergeschlecht in Diez, sein Großvater Moritz Büsgen (1778–1848) war als nassauischer Oberst Führer der nassauischen Truppen in der Schlacht bei Waterloo.

## Leben
Büsgen absolvierte sein Studium an den Universitäten in Bonn, Berlin und Straßburg. Dort promovierte er bei Anton de Bary (1882) und wurde nach einer Tätigkeit an der Zoologischen Station Neapel de Barys Assistent. Die Habilitation erfolge bei Ernst Stahl an der Universität Jena, wo Büsgen von 1886 bis 1892 als Privatdozent und außerordentlicher Professor der Botanik tätig war. 1893/1901 war er Professor an der Großherzoglich-Sächsischen Forstlehranstalt Eisenach und ab 1901 Professor an der Königlich Preußischen Forstakademie Hannoversch Münden. Büsten lehrte dort Forstbotanik. Seine Forschungen umfassten unter anderem die Biologie pflanzlicher und tierischer Schädlinge sowie das Wurzelsystem in ökologischer und systematischer Bedeutung.
Weiterhin unternahm Büsgen verschiedene Forschungsreisen, so etwa nach Java-Niederländisch-Indien (1902/1903) mit Walter Busse und in die Deutschen Kolonien Kamerun und Togo (1908–1909) zusammen mit Fritz Jentsch. Aus gesundheitlichen Gründen bereiste er aber letztlich nur Kamerun. Die Reisen bildeten die Grundlagen für Büsgens „Kolonialbotanik“, die er ab 1909 as eigenes Studienfach ebenfalls in Hannoversch Münden unterrichtete. Sein Forschungsschwerpunkt lag dabei auf den Tropenhölzern und ihrem Nutzen. Er entwickelte Messmethoden für den Härtegrad der Hölzer, was in der Folge die Feststellung ermöglichte, ab wann Holz für den Export und Verbrauch geschlagen werden konnte. Seine Forschungsreise nach Kamerun wurde vom Kolonialwirtschaftlichen Komitee finanziell unterstützt.
Seine Arbeiten über Insektivoren (1883) erbrachten den Nachweis, dass der Honigtau der Pflanzen zum Teil durch parasitische Pilze, zum anderen durch Blatt- und Schildläuse hervorgerufen wird und dieselben schädigt (1891). Büsgens Hauptwerk ist allerdings Bau und Leben unserer Waldbäume, die Zusammenfassung und kritische Bearbeitung der Literatur über Waldbäume von 1897, die als Standardwerk gilt (nach Jakob E. Huber).

## Büsgen als Namensgeber
Nach Moritz Büsgen wurde ein Institut der Fakultät für Forstwissenschaften und Waldökologie der Georg-August-Universität Göttingen benannt. Eine Straße auf dem Gelände des Nordbereichs der Universität in Weende trägt ebenfalls seinen Namen.

## Werke
- Die Entwicklung der Phycomycetensporangien. Inaugural-Dissertation der mathematischen und naturwissenschaftlichen Facultät der Kaiser Wilhelms-Universität Straßburg zur Erlangung der Doctorwürde. Gutachter: Anton de Bary. Veröffentlicht in Pringsheim's Jahrbüchern für wissenschaftliche Botanik. Band 13. Heft 2. G. Bernstein Verlag. Berlin. 1882.
- Die Forstwirtschaft in Niederländisch-Indien, 1904.
- Eigenschaften und Produktion des Java-Teak, 1907.
- Beiträge zur Kenntnis der Pflanzenwelt und der Hölzer des Kameruner Waldlandes, 1910.
- [Fritz] Jentsch, [Moritz] Büsgen: Forstwirtschaftliche und forstbotanische Expedition nach Kamerun und Togo. In: Tropenpflanzer. Band XIII, Nr. 9, September 1909, S. 185–310 (Digitalisat).
- E.[Ernst] Münch, M.[Moritz] Büsgen: Bau und Leben unserer Waldbäume. 3. Auflage. Gustav Fischer, Jena 1927, DNB 579276341, urn:nbn:de:gbv:wim2-g-2810094.
- Der deutsche Wald, 1915.